# St John’s House

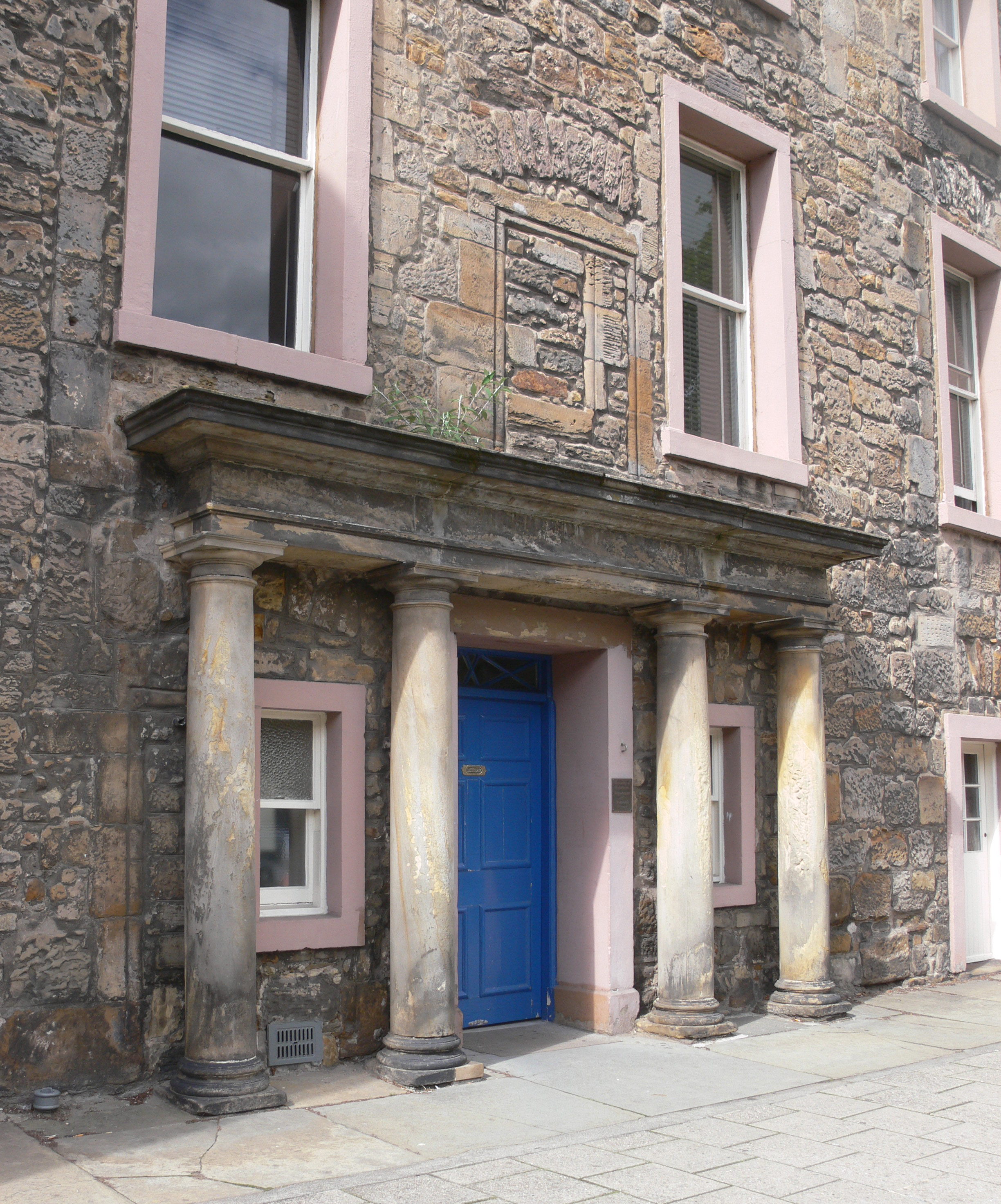
St John’s House

St John’s House ist ein ehemaliges Wohngebäude in der schottischen Stadt St Andrews in der Council Area Fife. 1959 wurde das Bauwerk als Einzeldenkmal in die schottischen Denkmallisten in der höchsten Denkmalkategorie A aufgenommen.

## Geschichte
St John’s House wurde im 16., möglicherweise auch 17. Jahrhundert errichtet. Im Laufe des 18. Jahrhunderts wurde es überarbeitet. Anhand eines verbliebenen Sturzes kann nachvollzogen werden, dass hierbei unter anderem ein offener Kamin an der rückwärtigen Wand in der Größe signifikant reduziert wurde. Dort wurde ein kleinerer, gusseiserner Kamin installiert. Im Laufe der Jahrhunderte lebte vermutlich ein Hutmacher in St John’s House. Später befand sich dort ein Friseursalon. Zu Beginn der 1990er Jahre ließ die University of St Andrews das Gebäude restaurieren. Sie richtete dort Büroräume des Fife Archaeological Index ein.

## Beschreibung
Das dreistöckige St John’s House steht an der South Street (A918) im historischen Zentrum St Andrews’. Rechts schließt sich das Gebäude 67–69 South Street an. Seine südexponierte Bruchsteinfassade ist vier Achsen weit. Die Eingangstüre ist mit vier dorischen Säulen und Gebälk gestaltet. Aus dem abschließenden, schiefergedeckten Satteldach treten drei Gauben heraus. Die Giebelabschlüsse der rückwärtig abgehend Flügel sind teils als schlichte Staffelgiebel gearbeitet. Im Erdgeschoss finden sich Gewölbedecken.